# Caribes de San Sebastián 2021 (pallavolo maschile)
Questa voce raccoglie le informazioni riguardanti i Caribes de San Sebastián nelle competizioni ufficiali della stagione 2021.

## Organigramma societario
Area direttiva
- Presidente: Ángelo Ferrante

Area tecnica
- Primo allenatore: Manuel Acevedo (ad interim fino a ottobre), Ramón Hernández (ad interim da ottobre)[1]
- Assistente allenatore: Manuel Acevedo (da ottobre)

## Rosa
| N° | Nome              | Ruolo | Data di nascita  | Nazionalità sportiva |
| -- | ----------------- | ----- | ---------------- | -------------------- |
| 1  | Steven Morales    | O     | 7 aprile 1992    | Porto Rico           |
| 2  | Anthony Negrón    | C     | -                | Porto Rico           |
| 3  | Pablo Guzmán      | S     | 2 giugno 1987    | Porto Rico           |
| 4  | Pedro Rosario     | O     | 18 maggio 1994   | Porto Rico           |
| 5  | Adalberto Morales | O     | -                | Porto Rico           |
| 6  | Xavier Vega       | L     | -                | Porto Rico           |
| 7  | Arturo Iglesias   | P     | 22 novembre 1995 | Porto Rico           |
| 8  | Nesty Solivan     | S     | 11 dicembre 1996 | Porto Rico           |
| 9  | Gianluca Grasso   | S     | 3 dicembre 1995  | Porto Rico           |
| 10 | Rafael Cruz       | S     | 7 novembre 1997  | Porto Rico           |
| 11 | Marcos Liendo     | L     | 8 novembre 1989  | Porto Rico           |
| 12 | Lázaro Fernández  | C     | 26 febbraio 1997 | Porto Rico           |
| 15 | Yadiel Nadal      | P     | 9 agosto 1997    | Porto Rico           |
| 16 | Rafael Burgos     | C     | 15 febbraio 1995 | Porto Rico           |
| 17 | Ismael Alomar     | C     | 28 giugno 1996   | Porto Rico           |

## Mercato
| Acquisti | Acquisti          | Acquisti      | Acquisti   |
| R.       | Nome              | da            | Modalità   |
| -------- | ----------------- | ------------- | ---------- |
| O        | Steven Morales    | LA Blaze      | definitivo |
| C        | Anthony Negrón    | -             | definitivo |
| S        | Pablo Guzmán      | LA Blaze      | definitivo |
| O        | Pedro Rosario     | -             | definitivo |
| O        | Adalberto Morales | -             | definitivo |
| L        | Xavier Vega       | -             | definitivo |
| P        | Arturo Iglesias   | -             | definitivo |
| S        | Nesty Solivan     | -             | definitivo |
| S        | Gianluca Grasso   | Texas Tyrants | definitivo |
| S        | Rafael Cruz       | LA Blaze      | definitivo |
| C        | Lázaro Fernández  | IE Matadors   | definitivo |
| P        | Yadiel Nadal      | -             | definitivo |
| C        | Rafael Burgos     | IE Matadors   | definitivo |
| C        | Ismael Alomar     | IE Matadors   | definitivo |
| L        | Marcos Liendo     | -             | definitivo |

| Cessioni | Cessioni | Cessioni | Cessioni |
| R. | Nome     | a        | Modalità |
| --- | -------- | -------- | -------- |
| Non sono avvenuti movimenti di mercato in uscita perché la società è stata inattiva nella stagione precedente |          |          |          |

## Risultati

### LVSM

#### Regular season
| 1ª giornata - 16 settembre 2021 Coliseo Luis Aymat Cardona, San Sebastián | Caribes de San Sebastián | 3 - 0 | Patriotas de Lares       | 25-23, 25-14, 25-20               |
| 2ª giornata - 18 settembre 2021 Coliseo Gelito Ortega, Naranjito          | Changos de Naranjito     | 0 - 3 | Caribes de San Sebastián | 15-25, 22-25, 21-25               |
| 3ª giornata - 24 settembre 2021 Coliseo Mario Morales, Guaynabo           | Mets de Guaynabo         | 3 - 0 | Caribes de San Sebastián | 25-20, 25-17, 25-21               |
| 4ª giornata - 25 settembre 2021 Coliseo Luis Aymat Cardona, San Sebastián | Caribes de San Sebastián | 3 - 0 | Cafeteros de Yauco       | 25-18, 25-21, 25-23               |
| 5ª giornata - 1º ottobre 2021 Coliseo Manuel Iguina, Arecibo              | Capitanes de Arecibo     | 3 - 0 | Caribes de San Sebastián | 25-23, 25-21, 25-19               |
| 6ª giornata - 3 ottobre 2021 Coliseo Luis Aymat Cardona, San Sebastián    | Caribes de San Sebastián | 3 - 1 | Gigantes de Carolina     | 25-22, 23-25, 22-25, 25-19        |
| 7ª giornata - 8 ottobre 2021 Coliseo Luis Aymat Cardona, San Sebastián    | Caribes de San Sebastián | 3 - 1 | Indios de Mayagüez       | 20-25, 25-23, 25-18, 25-22        |
| 8ª giornata - 10 ottobre 2021 Coliseo Félix Méndez Acevedo, Lares         | Patriotas de Lares       | 1 - 3 | Caribes de San Sebastián | 29-27, 21-25, 16-25, 21-25        |
| 9ª giornata - 14 ottobre 2021 Coliseo Luis Aymat Cardona, San Sebastián   | Caribes de San Sebastián | 2 - 3 | Mets de Guaynabo         | 23-25, 25-12, 26-28, 25-14, 22-24 |
| 10ª giornata - 21 ottobre 2021 Coliseo Luis Aymat Cardona, San Sebastián  | Caribes de San Sebastián | 3 - 1 | Capitanes de Arecibo     | 25-21, 22-25, 32-30, 25-20        |
| 11ª giornata - 24 ottobre 2021 Coliseo Raúl "Pipote" Oliveras, Yauco      | Cafeteros de Yauco       | 2 - 3 | Caribes de San Sebastián | 25-23, 25-23, 24-26, 11-25, 12-15 |
| 12ª giornata - 26 ottobre 2021 Palacio de Recreación y Deportes, Mayagüez | Indios de Mayagüez       | 1 - 3 | Caribes de San Sebastián | 29-31, 25-12, 26-28, 20-25        |
| 13ª giornata - 29 ottobre 2021 Coliseo Guillermo Angulo, Carolina         | Gigantes de Carolina     | 3 - 0 | Caribes de San Sebastián | 25-20, 25-19, 25-22               |
| 14ª giornata - 31 ottobre 2021 Coliseo Luis Aymat Cardona, San Sebastián  | Caribes de San Sebastián | 3 - 2 | Changos de Naranjito     | 25-20, 25-18, 25-27, 19-25, 15-9  |

#### Play-off
| Quarti di finale (gara 2) - 7 novembre 2021 Coliseo Luis Aymat Cardona, San Sebastián  | Caribes de San Sebastián | 3 - 1 | Gigantes de Carolina     | 25-21, 21-25, 25-16, 25-19        |
| Quarti di finale (gara 3) - 9 novembre 2021 Coliseo Mario Morales, Guaynabo            | Mets de Guaynabo         | 2 - 3 | Caribes de San Sebastián | 23-25, 21-25, 25-16, 25-20, 8-15  |
| Quarti di finale (gara 4) - 13 novembre 2021 Coliseo Guillermo Angulo, Carolina        | Gigantes de Carolina     | 1 - 3 | Caribes de San Sebastián | 25-23, 22-25, 20-25, 18-25        |
| Quarti di finale (gara 5) - 15 novembre 2021 Coliseo Luis Aymat Cardona, San Sebastián | Caribes de San Sebastián | 3 - 1 | Mets de Guaynabo         | 25-22, 25-21, 24-26, 25-17        |
| Semifinali (gara 1) - 20 novembre 2021 Coliseo Luis Aymat Cardona, San Sebastián       | Caribes de San Sebastián | 3 - 0 | Capitanes de Arecibo     | 18-25, 19-25, 24-26               |
| Semifinali (gara 2) - 22 novembre 2021 Coliseo Manuel Iguina, Arecibo                  | Capitanes de Arecibo     | 1 - 3 | Caribes de San Sebastián | 22-25, 26-28, 25-23, 25-27        |
| Semifinali (gara 3) - 24 novembre 2021 Coliseo Luis Aymat Cardona, San Sebastián       | Caribes de San Sebastián | 3 - 0 | Capitanes de Arecibo     | 25-21, 25-23, 26-24               |
| Semifinali (gara 4) - 26 novembre 2021 Coliseo Manuel Iguina, Arecibo                  | Capitanes de Arecibo     | 2 - 3 | Caribes de San Sebastián | 25-12, 26-28, 25-20, 21-25, 11-15 |
| Semifinali (gara 5) - 2 dicembre 2021 Coliseo Félix Méndez Acevedo, Lares              | Caribes de San Sebastián | 3 - 0 | Capitanes de Arecibo     | 25-22, 27-25, 25-23               |
| Finale (gara 1) - 5 dicembre 2021 Coliseo Gelito Ortega, Naranjito                     | Changos de Naranjito     | 2 - 3 | Caribes de San Sebastián | 17-25, 31-33, 25-21, 31-29, 12-15 |
| Finale (gara 2) - 7 dicembre 2021 Coliseo Félix Méndez Acevedo, Lares                  | Caribes de San Sebastián | 1 - 3 | Changos de Naranjito     | 25-18, 20-25, 17-25, 21-25        |
| Finale (gara 3) - 9 dicembre 2021 Coliseo Gelito Ortega, Naranjito                     | Changos de Naranjito     | 1 - 3 | Caribes de San Sebastián | 19-25, 25-14, 23-25, 27-29        |
| Finale (gara 4) - 11 dicembre 2021 Coliseo Félix Méndez Acevedo, Lares                 | Caribes de San Sebastián | 2 - 3 | Changos de Naranjito     | 26-28, 19-25, 25-19, 30-28, 13-15 |
| Finale (gara 5) - 13 dicembre 2021 Coliseo Mario Morales, Guaynabo                     | Changos de Naranjito     | 2 - 3 | Caribes de San Sebastián | 25-21, 18-25, 26-28, 25-16, 10-15 |
| Finale (gara 6) - 17 gennaio 2022 Coliseo Luis Aymat Cardona, San Sebastián            | Caribes de San Sebastián | 0 - 3 | Changos de Naranjito     | 20-25, 20-25, 21-25               |
| Finale (gara 7) - 19 gennaio 2022 Coliseo Gelito Ortega, Naranjito                     | Changos de Naranjito     | 3 - 0 | Caribes de San Sebastián | 25-15, 25-20, 25-23               |

## Statistiche

### Statistiche di squadra
| Competizione | Punti | In casa | In casa | In casa | In trasferta | In trasferta | In trasferta | Totale | Totale | Totale |
| Competizione | Punti | G       | V       | P       | G            | V            | P            | G      | V      | P      |
| ------------ | ----- | ------- | ------- | ------- | ------------ | ------------ | ------------ | ------ | ------ | ------ |
| LVSM         | 29    | 15      | 11      | 4       | 15           | 11           | 4            | 30     | 22     | 8      |
| Totale       | -     | 15      | 11      | 4       | 15           | 11           | 4            | 30     | 22     | 8      |

G = partite giocate; V = partite vinte; P = partite perse